# Anton Joseph von Prenner
Anton Joseph von Prenner (Vienna, 1698 – Vienna, 1761) è stato un pittore, disegnatore ed incisore all'acquaforte austriaco.
In collaborazione con Andreas Altaumont, Frauas, Stampart, Johan Adam Schmutzer intraprese la pubblicazione, in incisioni, della collezione imperiale di Vienna. 160 stampe  furono pubblicate in quattro volumi con il titolo "Theatrum artis Pictoriae" dal 1728 al 1733.